# Сорокин, Алексей Васильевич
Алексе́й Васи́льевич Соро́кин (30 марта 1931, с. Доброе, Центрально-Чернозёмная область — 11 января 1976, Щёлковский район, Московская область) — советский военный врач, подполковник медицинской службы, врач-космонавт. Опыта космических полетов не имел.

## Биография
В 1951 году окончил среднюю школу, в 1955 году — 4 курса Курского медицинского института. Был призван в ряды Вооружённых сил СССР, где в 1957 году окончил военно-медицинский факультет Саратовского медицинского института.
После окончания института служил в 724-м отдельном батальоне аэродромно-технического обеспечения авиаполка 26-й воздушной армии врачом-специалистом, начальником лазарета, старшим врачом, врачом батальона — начальником медпункта.
В мае 1963 года был переведён в центр подготовки космонавтов, где сначала служил врачом-специалистом, с ноября 1964 года — старшим специалистом биомехаником, с июля 1968 года — начальником 3-й лаборатории, ведущим врачом 1-го отдела, с 30 апреля 1969 года — начальником 3-й лаборатории 3-го отдела 3-го управления 1-го НИИ ЦПК. Участвовал во вводе в строй в первой центрифуги отечественного производства (ЦФ-7), а также в разработке новых методик исследовании и тренировок космонавтов на центрифуге.
Был женат, воспитывал сына.

## Космическая карьера
В апреле 1964 года принимал участие в наборе кандидатов для полёта на первом трёхместном космическом корабле «Восход», после медицинского обследования был допущен в качестве кандидата от центра подготовки космонавтов ВВС до спецтренировок. 29 мая 1964 года приказом Главкома ВВС был зачислен в группу для подготовки к полету на КК «Восход».
С июня по сентябрь 1964 года проходил подготовку к космическому полёту на КК «Восход» в качестве врача экипажа, сначала входя в основную группу космонавтов, а с июля 1964 года в дублирующую, где вместе с Борисом Волыновым и Георгием Катысом являлись дублерами основного экипажа: Владимира Комарова, Константина Феоктистова и Бориса Егорова.
Во время запуска КК «Восход» 12 октября 1964 года был дублёром врача экипажа.
Умер 11 января 1976 года от лейкемии. Похоронен на кладбище деревни Леониха (вблизи Звёздного городка) Щёлковского района Московской области.

## Публикации
Алексей Сорокин — соавтор 6 научных работ в открытой и закрытой печати, 11 отчётов и 3 докладов на научных конференциях.

## Награды
Награждён 6 юбилейными медалями.